# Aleksander Bibikow
Aleksander Iljicz Bibikow (ros. Александр Ильич Бибиков, ur. 30 maja?/10 czerwca 1729 w Moskwie, zm. 9 kwietnia?/20 kwietnia 1774 w Bugulmie) – rosyjski wojskowy, w latach 1773–1774 generał en-chef wojsk rosyjskich tłumiących konfederację barską, wolnomularz.

## Życiorys
Służbę rozpoczął w 1746, wziął udział w wojnie siedmioletniej. W latach 1771–1774 brał udział w walkach z konfederatami barskimi w Rzeczypospolitej. Od 1771 komendant wojsk rosyjskich okupujących Warszawę. W 1773 wódz naczelny wojsk rosyjskich tłumiących powstanie Pugaczowa.
Był odznaczony Orderem Orła Białego, Orderem Świętego Andrzeja Apostoła Pierwszego Powołania, Orderem Świętego Aleksandra Newskiego i Orderem Świętej Anny.